# Joachim Konrad (Theologe)
Joachim Konrad (* 1. Juni 1903 in Breslau; † 15. April 1979 in Bonn) war ein deutscher evangelischer Theologe.

## Leben und Wirken
Konrad war der Sohn des evangelischen Pfarrers Paul Konrad und seiner Ehefrau Hildegard geb. Mewes. Nach dem Abitur im Jahr 1922 studierte er Theologie und Philosophie an der Universität Breslau, der Universität Göttingen und der Universität Marburg. 1930 promovierte er zum Lic. theol. und Dr. phil. Seine in Breslau begonnene Habilitation musste er aus politischen Gründen aufgeben, da die Nationalsozialisten ihm seine bereits begonnene Tätigkeit als Privatdozent untersagt hatte. In der Bekennenden Kirche trat er als führendes Mitglied hervor. Dies führte zu dreimaligen Verhaftungen durch die Gestapo. 1938 wurde er aus seiner schlesischen Heimat verbannt und es wurde ihm ein Redeverbot auferlegt.
Im Jahr 1939, nach Ausbruch des Zweiten Weltkriegs, durfte Konrad nach Breslau zurückkehren und wurde dort Pfarrer an der Elisabethkirche. Von 1945 bis 1946 war er evangelischer Stadtdekan Breslaus. Gemeinsam mit Ernst Hornig, dem Domherrn Joseph Kramer und Joseph Ferche führte er am 4. Mai 1945 ein entscheidendes Gespräch mit dem Festungskommandanten Hermann Niehoff, das zur Übergabe der Festung am 6. Mai 1945 führte. Noch bis 1946 übte er sein Pfarramt aus; seine am 30. Juni 1946 gehaltene Predigt gilt als die letzte deutschsprachige in Breslau.
An der Universität Münster übernahm Konrad eine außerordentliche Professur, 1951 wurde ihm die Ehrendoktorwürde verliehen. 1950 wurde er Ministerialrat und Hochschulreferent im Kultusministerium des Landes Nordrhein-Westfalen. 1954 folgte er einem Ruf der Universität Bonn auf eine ordentliche Professur für praktische Theologie. Dort lehrte er bis zu seiner Emeritierung.

### Privates
Konrad war mit der Erzieherin Gisela Konrad verheiratet. Der gemeinsame Sohn Johann-Friedrich Konrad wurde ebenfalls Theologieprofessor. Eine Enkelin Susanne Czuba-Konrad ist Schriftstellerin.

## Ehrungen
- 1962: Schlesierschild

## Werke
- Gott oder Dämon
- Die schlesische Toleranz
- Die apokalyptische Messe
- Schicksal und Gott: Untersuchungen zur Philosophie und Theologie der Schicksalserfahrung (1947)
- Ruf  der Heimat, Schlesiergedichte (1949)
- Als letzter Stadtdekan von Breslau (1963)
- Die evangelische Predigt (1963/66)
- Sozialethische Themen auf der Kanzel (1973)